# سومور
 سومور ، (بالإنجليزية: Saumur)، نطق (الفرنسية:somyʁ)، هي بلدية فرنسية في إقليم ماين ولوار، في غرب فرنسا.

## توأمة
لسومور اتفاقيات توأمة مع كل من:
- هافلبرغ
- ورك
- آشفيل
- فورمجيني

## أعلام
- دومينيك بينون
- فيليب فيركرويس
- بيير غوبير
- غونار أسموسن
- مارسيل مارتنيه
- جورج بيرين
- يولاند من أراغون
- جيمس بنتلي